# Turya (lớp tàu phóng lôi)
Tàu phóng lôi lớp Turya (tiếng Anh: Turya class torpedo boat, tiếng Nga:Торпедные катера проекта 206-М) là tên gọi của NATO cho loại tàu phóng lôi cánh ngầm cao tốc lớp T-68 thuộc đề án 206M Shtorm (Project 206-M Shtorm) do Liên Xô nghiên cứu, thiết kế và phát triển dựa trên Tàu phóng lôi lớp Shershen vào những năm 1970 của thế kỉ 20.

## Thiết kế và phát triển cùng khả năng

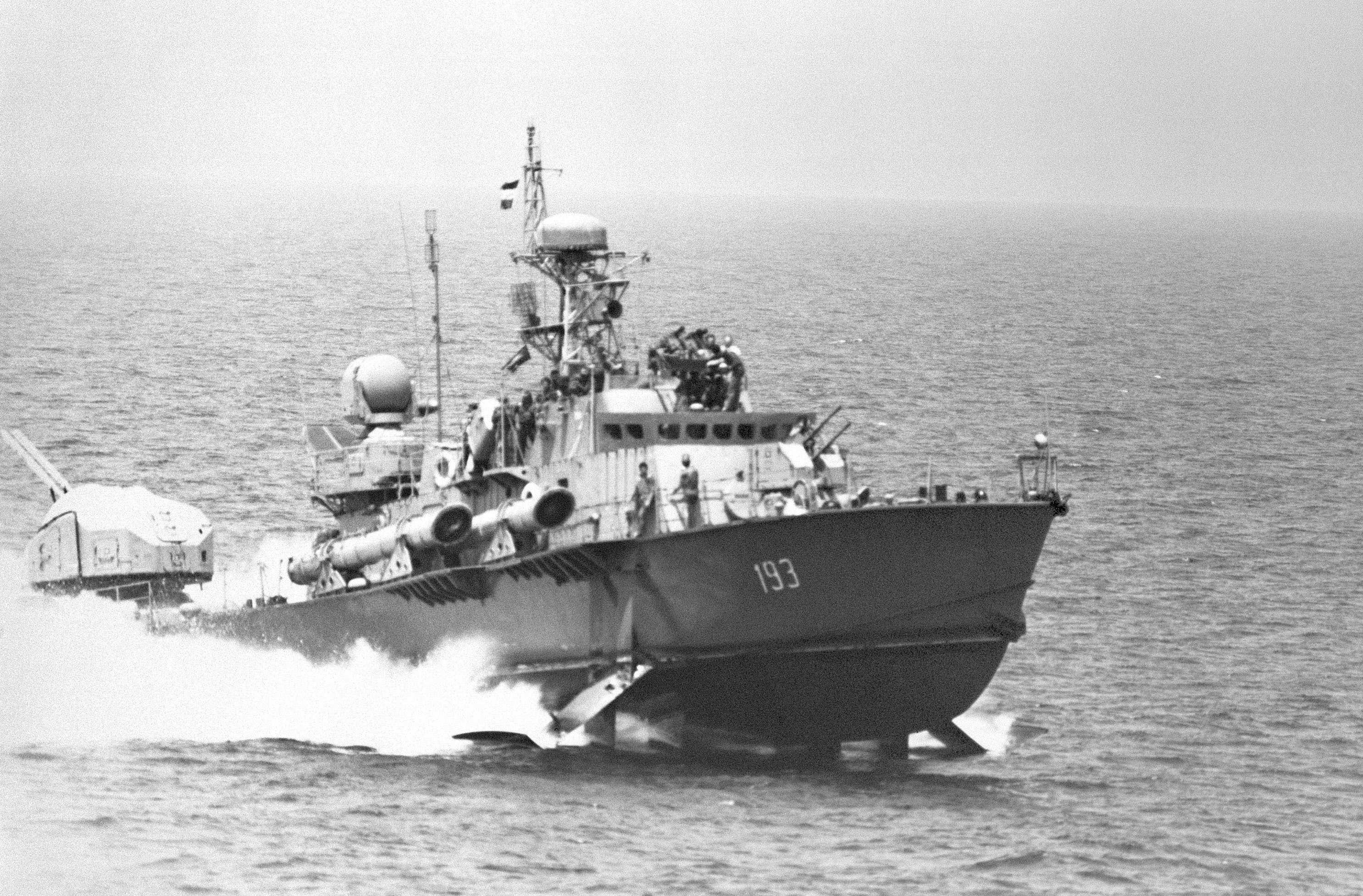
Tàu phóng lôi lớp T-68 Turya của Hải quân Cuba

Thật ra thì Tàu phóng lôi lớp Shershen- nguyên bản phát triển của tàu phóng lôi lớp Turya cũng là tên gọi của NATO đối với tàu phóng lôi cao tốc lớp T-3 thuộc đề án 206 Shtorm (Project 206 Shtorm) cũng do Liên Xô thiết kế và sản xuất. Chữ M ở cụm số từ dự án 206 thực ra là viết tắt của chữ Modernizirovannyj có nghĩa là hiện đại hóa trong tiếng Nga. Có nghĩa là đề án tàu phóng lôi 206M là phiên bản biến thể hiện đại hóa của dự án tàu phóng lôi 206.
Sau khi hoàn thành thành công tàu phóng lôi cao tốc lớp T-3 thuộc đề án 206 vào những năm 1960 thì Liên Xô vẫn tiếp tục nghiên cứu và đã cho ra đời phiên bản hiện đại hóa của nó mang tên tàu phóng lôi cao tốc lớp T-68 thuộc đề án 206M (Tàu phóng lôi lớp Turya). Với một số cải tiến mới, phiên bản T-68 có trọng lượng nặng hơn (tăng từ 172 lên 220 tấn) phiên bản T-3 nhưng vẫn giữ nguyên vận tốc 40 hải lý/giờ, thay bệ phóng tên lửa phòng không tầm thấp SA-N-5 bằng pháo phòng không AK-725 57 mm 2 nòng (phiên bản hải quân của pháo phòng không S-60 AZP 57 mm), 1 pháo đa năng 2M-3M 25 mm 2 nòng, loại bỏ giá rải mìn. Tàu có trang bị các loại radar mới, thêm sonar giúp phát hiện tàu ngầm nhưng các phiên bản xuất khẩu lại không có sonar. 4 ống phóng ngư lôi 533 mm có khả năng tiêu diệt các chiến hạm trên mặt nước và cả các tàu ngầm; loại ngư lôi trang bị là loại 53-VA cỡ 533mm có chiều dài 7,9m, nặng 2 tấn và lắp đầu nổ nặng 210 kg. Ngư lôi có độ sâu chiến đấu 6-8m, độ sâu sục sạo 12-16m, tốc độ 29 km/h, cự li bắn 11 km.
Sau này còn có 1 phiên bản nâng cấp khác của Turya mang tên Turya PTF với tốc độc tăng lên 42 hải lý/giờ, cơ cấu vũ khí giữ nguyên, chỉ nâng cấp ống phóng lôi.

## Đặc điểm kỹ thuật
- Độ giãn nước: 250 tấn
- Kích thước: 39.6 x 7.6 x 2 mét
- Sức đẩy: 3 động cơ diesel, 3 trục, 15,000 bhp, 40 hải lý/ giờ, phiên bản nâng cấp Turya PTF có vận tốc 42 hải lý/giờ
- Thủy thủ đoàn: 30
- Sonar chính: Rat Tail
- Radar chính: Pot Drum hoặc Muff comb.
- Vũ khí: 1 tháp pháo gắn súng phòng không 2 nòng 57mm đặt phía sau tàu, 1 súng 2 nòng 25 mm đặt phía trước tàu, 4 ống phóng ngư lôi 533 mm (21 inch)
- Nguồn gốc: Liên Xô
- Nơi sản xuất: Vladivostokskiy Sudostroitel’niy Zavod, Vladivostok; Pontonny, Sredne-Nevskiy; Leningrad, Almaz và Rybinsk, Vympel, tất cả đều thuộc Liên Xô cũ, nay là Nga.[4]

## Tình trạng hoạt động và các nước sử dụng
Hiện còn khoảng 26-30 tàu tên phóng lôi T-68 còn hoạt động. Từ những năm 1972 đến 1976, Liên Xô bắt đầu xuất khẩu một số tàu T-68 cho các đồng minh xã hội chủ nghĩa của mình nhưng không nhiều nước có loại tàu này, tàu phóng lôi T-3 Shershen được xuất khẩu nhiều hơn.
Các nước sử dụng:

### Hải quân Liên Xô cũ
- Liên Xô Chuyển giao cho Nga và Latvia
- Nga Còn 5 tàu hoạt động:

- 1 ở Hạm đội Baltic
- 1 ở Hạm đội Biển Đen
- 3 ở Hạm đội Caspi
- Latvia 2 tàu còn hoạt động.

### Hải quân các nước được xuất khẩu
- Cuba 9 chiếc còn hoạt động bao gồm cả một số chiếc được nâng cấp lên Turya PTF
- Ethiopia 2 chiếc còn hoạt động
- Campuchia 2 chiếc còn hoạt động
- Seychelles 1 chiếc còn hoạt động
- Việt Nam 5 chiếc còn hoạt động gồm một số chiếc ví dụ như HQ-331 và HQ-335 thuộc phiên bản Turya PTF.[6]

## Hình ảnh

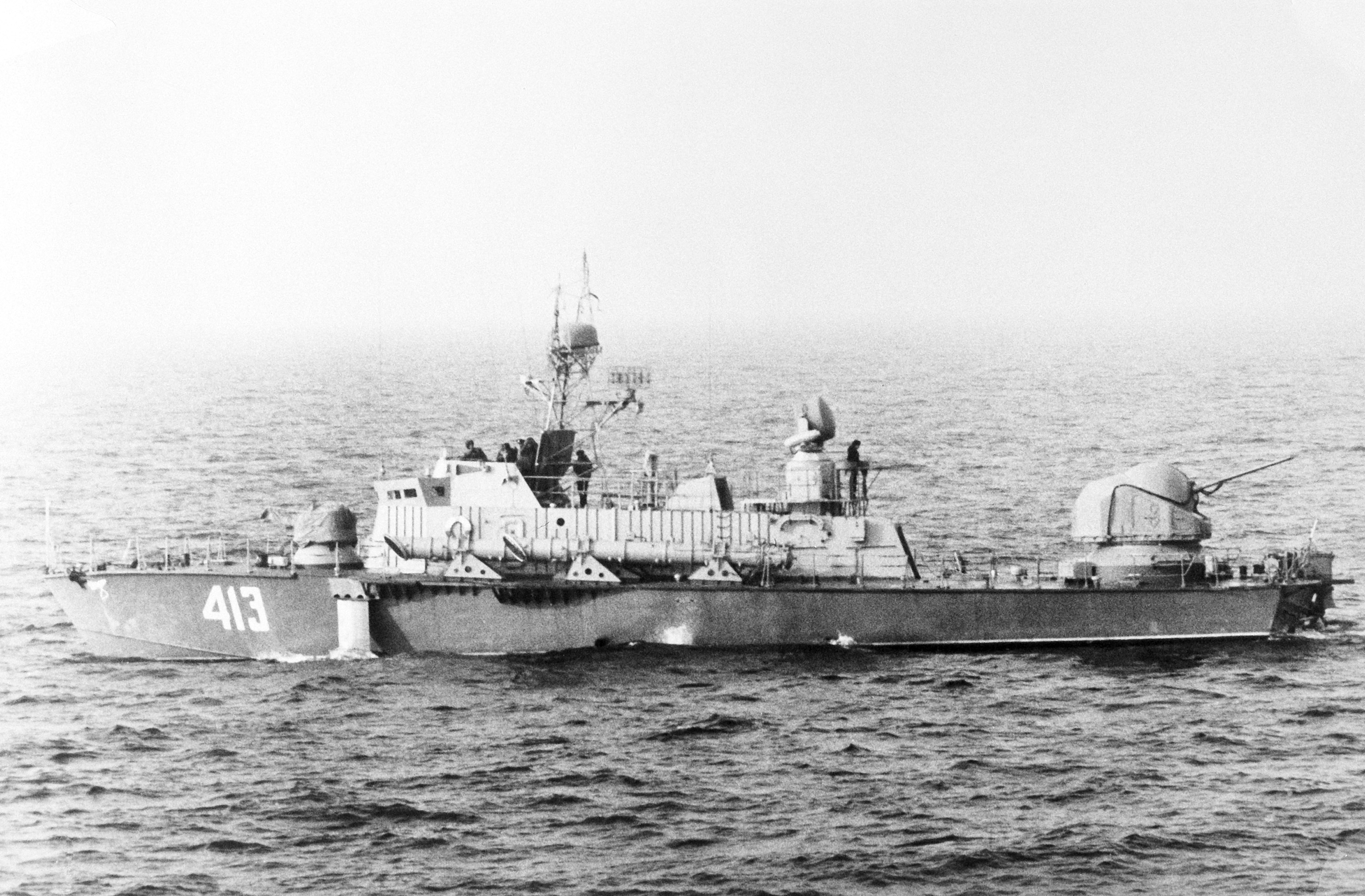
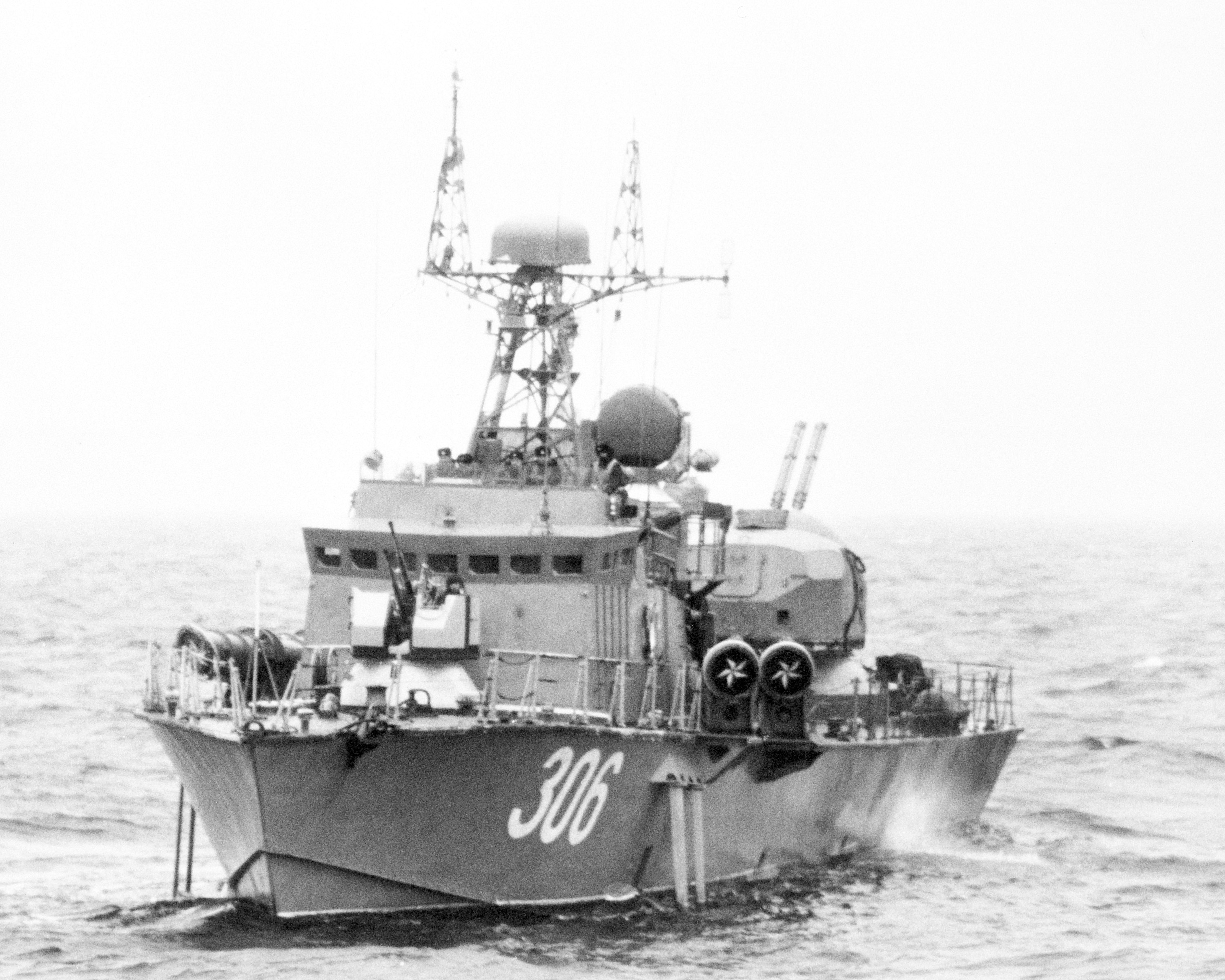